# Caroline Curren
Caroline Curren (Melbourne, 31 de octubre de 1962) es una deportista australiana que compitió en judo. Ganó tres medallas en el Campeonato de Oceanía de Judo entre los años 1996 y 2000.

## Palmarés internacional
| Campeonato de Oceanía | Campeonato de Oceanía      | Campeonato de Oceanía | Campeonato de Oceanía |
| Año                   | Lugar                      | Medalla               | Categoría             |
| --------------------- | -------------------------- | --------------------- | --------------------- |
| 1996                  | Wellington (Nueva Zelanda) | Medalla de bronce     | +72 kg                |
| 1998                  | Apia (Samoa)               | Medalla de plata      | +78 kg                |
| 2000                  | Sídney (Australia)         | Medalla de plata      | +78 kg                |